# Colazo
Colazo is een plaats in het Argentijnse bestuurlijke gebied Río II in de provincie Córdoba. De plaats telt 1.548 inwoners.